# Fredrik Haage
Johan Fredrik Haage, född 30 december 1969, är en svensk journalist och författare. Han är sedan 2016 politisk chefredaktör för Smålandsposten. 
Åren 2006–2009 var han chefredaktör på Svenska nyhetsbyrån. Dessförinnan var han ledarskribent på Östgöta Correspondenten och Svenska Dagbladet. Åren 2009–2014 var han talskrivare åt socialminister Göran Hägglund.